# أدب نيوزيلندي
الأدب النيوزيلندي هو أدب شفهي وكتابي أنتجه شعب نيوزيلندا. غالبًا ما يتعامل مع الموضوعات النيوزيلندية أو الأشخاص أو الأماكن ذات الصلة، ويكتب غالبًا باللغة الإنجليزية النيوزيلندية، ويتميز بثقافة الماوري واستخدام اللغة الماورية.
قبل وصول الأوروبيين واستقرارهم في نيوزيلندا في القرن التاسع عشر، كان للثقافة الماورية تقليد شفهي قوي. كتب المستوطنون الأوروبيون الأوائل عن تجاربهم في السفر واستكشاف نيوزيلندا. لم ينشأ مفهوم «الأدب النيوزيلندي» المتميز عن الأدب الإنجليزي حتى القرن العشرين، عندما بدأ المؤلفون دراسة موضوعات المناظر الطبيعية، والعزلة، والهوية الوطنية النيوزيلندية الناشئة. برزوا كتّاب الماوري في النصف الأخير من القرن العشرين، وأصبحت لغة وثقافة الماوري جزءًا متزايد الأهمية من أدب نيوزيلندا.
تطور الأدب النيوزيلندي إلى جزء كبير من الثقافة النيوزيلندية الحديثة من خلال تزايد عدد القراء والدعم المالي والدعاية للكتاب من خلال الجوائز الأدبية والزمالات وتطوير المجلات الأدبية. حصل العديد من الكتاب النيوزيلنديين على شهرة محلية ودولية على مر السنين، بمن فيهم مؤلفو القصة القصيرة كاثرين مانسفيلد وفرانك سارجيسون وجاكلين شتورم والروائيين جانيت فريم، وباتريشيا غريس، وويتي إهيميرا، وموريس جي، وكيري هولم وإليانور كاتون، الشعراء جيمس ك. باكستر، وفلور أدكوك وسيلينا توسيتالا مارش وهون توهير، ومؤلفو الأطفال مارجريت ماهي وجوي كاولي والمؤرخون ميخائيل كينغ ووديث بيني والكاتب المسرحي روجر هال.

## تاريخ

### الأعمال المبكرة: ما قبل 1870

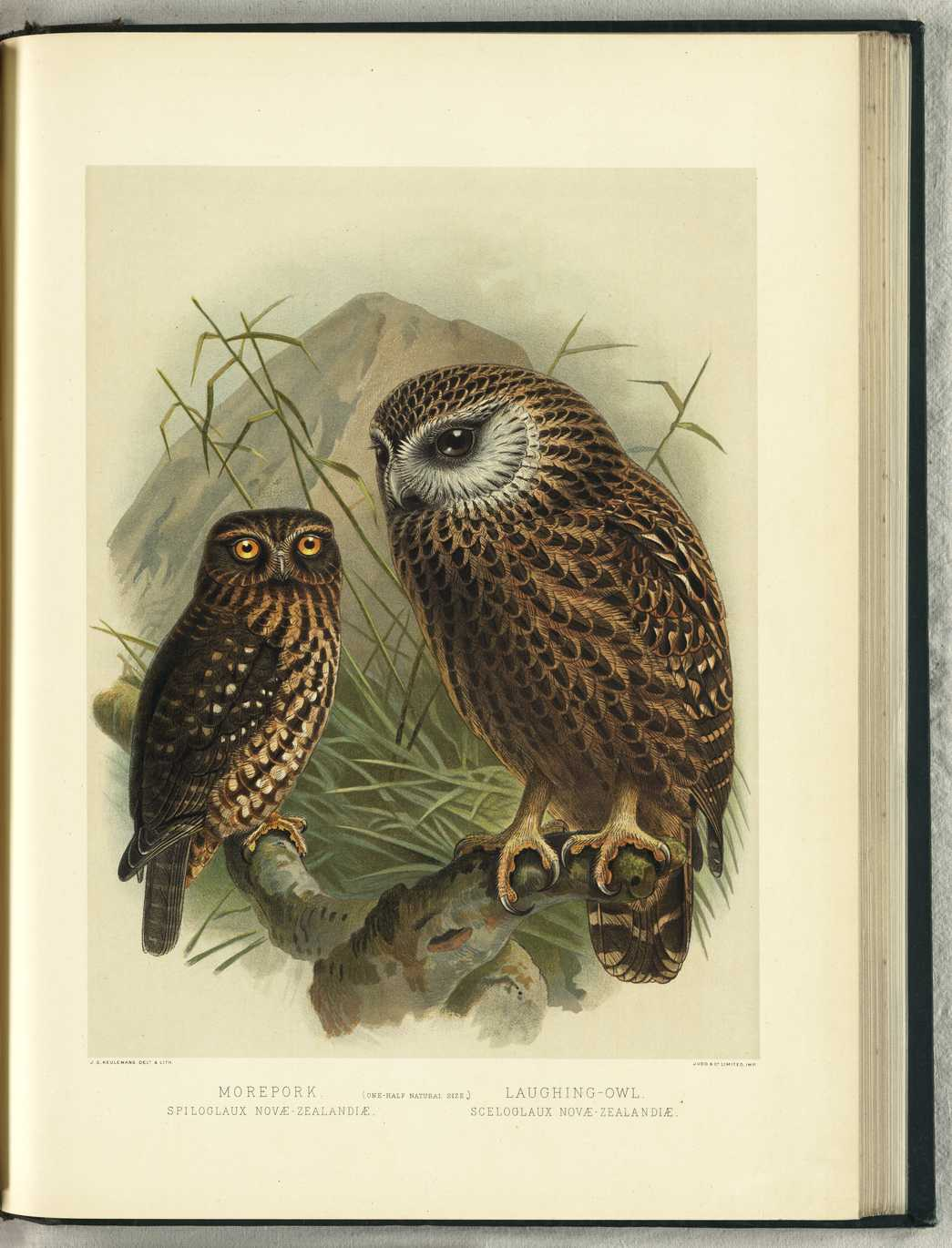
رسوم توضيحية لموربورك (يسار) والبومة الضاحكة المنقرضة (على اليمين) لجون جيرارد كيولمانس في كتاب "تاريخ الطيور في نيوزيلندا" لوالتر بولر، الطبعة الثانية، نشرت عام 1888.

وصل المستوطنون البولينيزيون إلى نيوزيلندا في أواخر القرن الثالث عشر أو أوائل القرن الرابع عشر، وعرفوا باسم الماوري، وهم الذين طوروا ثقافة متميزة، بما في ذلك الأساطير الشفوية والشعر والأغاني (واياتا) والصلاة. وكان التحدث أمام الجمهور في marae، وهو مكان مكان تجمع مشترك ومقدس، جزءًا مهمًا خاصًا من الثقافة الماورية، وكان الأداء جزءًا رئيسيًا من التقاليد الشفوية. على سبيل المثال، تؤدي نساء الماوري كارانغا (مكالمة احتفالية) كجزء من بوهيري (حفل الترحيب). لم يكن لدى شعب الماوري لغة مكتوبة حتى أوائل القرن التاسع عشر، عندما عمل رئيس هونغي هيكا وابن أخيه وايكاتو مع اللغوي صموئيل لي لتطوير شكل كتابي منهجي للغة الماورية. مع وصول المستوطنين الأوروبيين، بدأت جمع العديد من القصص والقصائد الشفوية للماوري، والتي تُرجمت إلى الإنجليزية ونشرت لاحقًا، مثل الأساطير البولينيزية (1855) لجورج غري وحكايات الماوري الخيالية (1908) لجوهانس كارل أندرسن. وقد اشتهرت هذه القصص، مثل تلك التي تدور حول الإله ماوي، بين السكان غير الماوريين في نيوزيلندا بالإضافة إلى شعب الماوري. . كما وضعت الأساس للأدب الماوري المستقبلي من خلال صحافة، وكتابة التاريخ، والأدب المرتبط بالديانات الماورية، مثل حركة راتانا وباي مارير.
في القرن التاسع عشر، كان معظم سكان باكيها النيوزيلنديين يعتبرون أنفسهم بريطانيين، ومعظم المنشورات كتبها مؤلفون بريطانيون لجمهور بريطاني. استغرق الأمر وقتًا لتطوير أدب نيوزيلندي واضح. وصلت أول مطبعة إلى نيوزيلندا في عام 1834، وكان الكتاب الأول المطبوع هو ترجمة ماورية للتعاليم الكنيسة في عام 1830، Ko Te Katikihama III، بواسطة ويليام ييت. كانت الكتب النيوزيلندية المبكرة بشكل عام عبارة عن روايات للزيارات والسفر إلى نيوزيلندا، مثل قصة إقامة لمدة تسعة أشهر في نيوزيلندا عام 1827 (1832) لأوغسطس إيرل أو محطة الحياة في نيوزيلندا (1870) لماري آن باركر،  أو الأعمال العلمية مثل النيوزلنديين بالرسوم، وهو كتاب نادر لفنان التاريخ الطبيعي لجورج فرنتش أنغس (1847) وتاريخ طيور نيوزيلندا (1872) لعالم الطيور والتر بولر. تضمنت التعبيرات المبكرة للهوية النيوزيلندية في الأدب، على وجه الخصوص، نيوزيلندا القديمة لفريدريك إدوارد مانينغ، وإريوهون لصموئيل بتلر، والتي استندت إلى تجارب المؤلف في العيش في كانتربري لمدة خمس سنوات.

### حركة ماوريلند: 1870-1914
في أواخر القرن التاسع عشر وأوائل القرن العشرين، ظهرت القومية النيوزيلندية مع كُتّاب باكيها تبنوا القصص والأساطير الماورية. اقترحت مصطلح «ماوريلند»، وغالبًا ما يستخدم كاسم بديل لنيوزيلندا في هذا الوقت تقريبًا، وأصبحت مركزًا لحركة أدبية استوحى فيها الكتاب الاستعماريون من تقاليد وأساطير الماوري واعتمدوها في کتاباتهم.  ولقد شجعهم الاعتقاد السائد بين المستوطنين بأن الماوري كانوا عرق يحتضر ولن ينجو من الاتصال بالأوروبيين.
على سبيل المثال، تضمن كتاب توماس براكن «تأملات في ماوريلند» قصيدة «ترنيمة نيوزيلندا»، والتي أصبحت فيما بعد النشيد الوطني لنيوزيلندا تحت عنوان «الله يدافع عن نيوزيلندا». نشر براكين وشعراء آخرون مثل جيسي ماكاي وآرثر هنري آدامز قصائد عن رئيس (رانجاتيرا) الماوري، تي راوباراها. بينما كتب ألفرد أغسطس غريس وجيسي ويستون وآخرون قصصًا قصيرة خيالية وروايات ذات موضوعات الماوري. كتب رئيس وزراء نيوزيلندا الرابع ألفريد دوميت قصيدة ملحمية، رانولف وأموهيا: حلم يوم بحر الجنوب (1872) والتي تجاوزت 100 ألف كلمة ووصفت قصة حب بين رجل أوروبي غرق في السفينة وامرأة من الماوري. في عام 1901، أطلق ويليام آرثر ساتشيل مجلة تسمى الماوريلاندر، واستمرت مجلة العمل اليسارية عامل ماوريلاند من عام 1910 إلى عام 1924. 
كانت الحروب النيوزيلندية موضوعًا شائعًا في الأدب القصصي، تجسّد في الزعيم المتمرد: قصة رومانسية لنيوزيلندا (1896) لهيوم نيسبت. كما برزت الرومانسيات الاستعمارية في آثار لويزا أليس بيكر وإيلين إليزابيث إليس وإديث سيرل غروسمان وآخرين.
كانت ثقافة جزيرة ماوريلند مصطنعة، وترتكز على الرومانسية وليس الواقع؛ كما قال الأكاديميان جين ستافورد ومارك وليامز، «تشير ماوريلاند إلى محاولة إنكار الوجود الحقيقي للماوري في نيوزيلندا لصالح حضور أسطوري أو تزييني.» . لهذا السبب يُنظر إلى المصطلح الآن على أنه قديم واستعماري. بحلول الحرب العالمية الأولى، باستثناء عدد قليل من الأفراد مثل جيمس كوان ورودال هايوارد، انتهت الحركة إلى حد كبير. تبنت المصطلح لاحقًا من قبل مهرجان ماوريلاند السينمائي، وهي منظمة في مدينة أوتاكي تروج لسرد القصص عن السكان الأصليين على الشاشة.

### أوائل القرن العشرين: 1914-1939

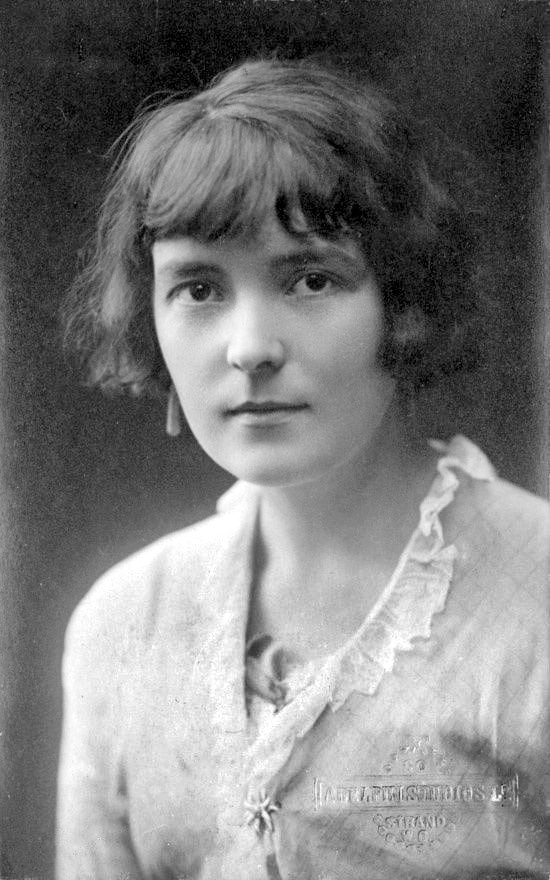
كاثرين مانسفيلد (1888 - 1923) من أكثر مؤلفي الحركة الحداثة تأثيرًا وأهمية.

استمر الأدب النيوزيلندي في التطور في أوائل القرن العشرين، مع ظهور الكتاب البارزين منهم الشاعرة بلانش باوغان والروائية جين ماندر. كانت الكاتبة الأكثر شهرة وتأثيراً في نيوزيلندا في هذه السنوات هي كاتبة القصة القصيرة كاثرين مانسفيلد، التي غادرت نيوزيلندا في عام 1908 وأصبحت أحد مؤسسي الحداثة الأدبية. ونشرت ثلاث مجموعات من القصص في حياتها. توفيت مانسفيلد في عام 1923 بعد أن «أرست الأسس لمكانة مرموقة استمرت في النمو والتأثير في تطور الأدب النيوزيلندي منذ ذلك الحين» على حد تعبير سي. كي. ستيد. كانت أورسولا بيثل كاتبة مبكرة أخرى، وقد نُشرت مجموعتها الشعرية الأولى عام 1929. ثم إديث جوان ليتلتون، التي كتبت باسم جي.بي. لانكستر كانت أكثر كاتبات نيوزيلندا نجاحًا تجاريًا في هذه الفترة، وقد اشتهرت برواياتها الرومانسية الاستعمارية الملحمية.كان كتاب هربرت جوثري سميث توتيرا: قصة محطة أغنام في نيوزيلندا (1921) أول منشور بيئي مهم لنيوزيلندا، ولا يزال يعتبر من الكلاسيكيات في الكتابة البيئية، قال مايكل كينج في عام 2003 إنه «لا يزال أفضل مثال على هذا النوع».
بحلول الثلاثينيات القرن العشرين، بدأت الكتابة النيوزيلندية في التأسيس، مع نمو الجامعات وبمساعدة صغار الناشرين. تضمنت الأعمال البارزة مان وحده (1939) لجون مولجان، وهو أثر كلاسيكي مؤثر يصف رجلاً نيوزيلنديًا منعزلاً ومنفصلًا (والذي أصبح في حد ذاته صورة نمطية ثقافية) متأثرًا بالكساد الكبير، ثم «إظهار للأسفل» (1936) لمارجريت إسكوت، ومجموعة القصص القصيرة لفرانك سارجيسون، رجل وزوجته (1940). وكان من الشائع في هذا الوقت للكتّاب، مثل مانسفيلد، أن يغادروا نيوزيلندا ويقيمون في الخارج: مثل مولغان، ودان دافين الذي انضم إلى دار نشر جامعة أكسفورد، والصحفي جيفري كوكس.  نايو مارش التي قسمت حياتها بين نيوزيلندا وإنجلترا، كتبت الروايات البوليسية في ثلاثينيات القرن وكانت تُعرف بإحدى «ملكات [أدب] الجريمة». بعد الكساد، توقفت شركات المسرح الأجنبية عن القيام بجولة في نيوزيلندا، مما أدى إلى إنشاء مشهد درامي هواة ناجح وكتاب مسرحيون مثل إيزابيلا سميث اندروز، الذين حققوا النجاح من خلال المسابقات التي أقامها فرع نيوزيلندا لرابطة الدراما البريطانية. كانت الكتابة لا تزال إلى حد كبير محاولة باكيها في هذا الوقت، وكان العديد من الماوري يعيشون في المناطق الريفية ويتعافون من خسارة أراضيهم ولغتهم، وهجرة السكان، والتحديات التعليمية. كتب كل من بيتر باك وآبيرانا نغاتا أدب غير قصصي، وجمعوا أغاني وأناشيد الماورية للنشر، ولكن كانت هناك فرص محدودة للماوريين في الأدب المكتوب.

### الحرب العالمية الثانية والسنوات اللاحقة: 1939-1960
منذ عام 1941، اكتسبت الكتابة النيوزيلندية جمهورًا دوليًا من خلال دورية جون ليمان، Penguin New Writing. تم إنتاج نسخة محلية بين عامي 1942 و1945. في عام 1945، حرر فرانك سارجيسون مختارات من القصص القصيرة للكتاب النيوزيلنديين، بعنوان نتحدث عن أنفسنا، نشرتها مطبعة كاكستون في نيوزيلندا وريد وهاريس في ملبورن، أستراليا. وقد تلقت انتقادات إيجابية وتذكرت الكاتبة جانيت فريم فيما بعد كيف أن القصص في المجموعة «ططغت علي حقيقة انتمائهم». في عام 1945، نشر ألن كورنو إنثولوجيا A Book of New Zealand Verse 1923–45، والتي كانت بمثابة بداية لمرحلة ما بعد الاستعمار والقومية في الأدب النيوزيلندي. قارنها تشارلز براش بـ«صقيع شديد» الذي «تقتل الأعشاب الضارة وتعزز النمو السليم»، وقال إنه «يضع معيارًا ليس للشعر وحده، بل لكل الفنون».  كان كورنو وبراش اثنين فقط من جيلهما من الشعراء اللذين بدآ حياتهما المهنية مع مطبعة كاكستون في الثلاثينيات، وكان لهما تأثير كبير على الشعر النيوزيلندي. وآخرون في المجموعة هم أ.ر.د. فيربورن، وآر.أ.ك. ميسون، ودينيس غلوفر. يمكن أن تتناقض قصائدهم مع آثار روبن هايد المولود ة في جنوب إفريقيا، والذي تم استبعاده من هذه المجموعة القومية، لكن روايته The Godwits Fly المنشورة في 1938 كانت تعتبر من الكلاسيكيات النيوزيلندية وطُبعت باستمرار حتى الثمانينيات. في عام 1946، أنشأت الصندوق الأدبي النيوزيلندي لتقديم الإعانات والمنح الدراسية للنشر والكتابة على المستوى المحلي. 
في الخمسينيات القرن، كما قال المؤرخ والشاعر كيث سنكلير، «جاء الفكر والخيال النيوزيلندي على قيد الحياة». بحلول الخمسينيات، كانت هناك مجموعة واسعة من منافذ الأدب المحلي، مثل المجلة المؤثرة Landfall (التي تأسست عام 1947)، والفصلية ثنائية اللغة Te Ao Hou / The New World والتي طبعت من 1952 إلى 1975 فكانت واسطة للكتاب الماوريين. نُشرت رواية جانيت فريم الأولى Owls Do Cry في عام 1957 وأصبحت الروائية النيوزيلندية الأكثر شهرة في القرن العشرين. غالبًا ما استند عملها إلى تجاربها في مستشفيات الأمراض النفسية وتميزت بالتجارب الأسلوبية واستكشاف الظروف الاجتماعية.
وأخيرًا ظهر جيل جديد من شعراء الشباب النيوزلنديين، ولا سيما «مجموعة ويلينجتون» التي رفضت قومية كورنو وشعراء كاكستون الآخرين. ولقد جادلوا بأن شعراء نيوزيلندا يمكنهم الآن التركيز على الموضوعات العالمية، بدلاً من الهوية النيوزيلندية. كان جيمس ك. باكستر أشهر هؤلاء الشعراء وأكثرهم إنتاجًا، ويُنظر إليه على نطاق واسع اليوم على أنه الشاعر النيوزيلندي النهائي. كان باكستر شخصية مثيرة للجدل عُرف بإدماجه للأساطير الأوروبية في قصائده النيوزيلندية، واهتمامه بثقافة ولغة الماوري، وتجاربه الدينية، وتأسيس بلدية في أورشليم، نيوزيلندا. ومن بين الأعضاء الآخرين في مجموعة ويلينجتون، أليستير كامبل وفلور أدكوك. كما اشتهرا سي. كي. ستيد وفنسنت أوسوليفان بشعرهما في هذا الوقت تقريبًا.

## الأدب الحديث

### أدب الماوري والباسيفيكا

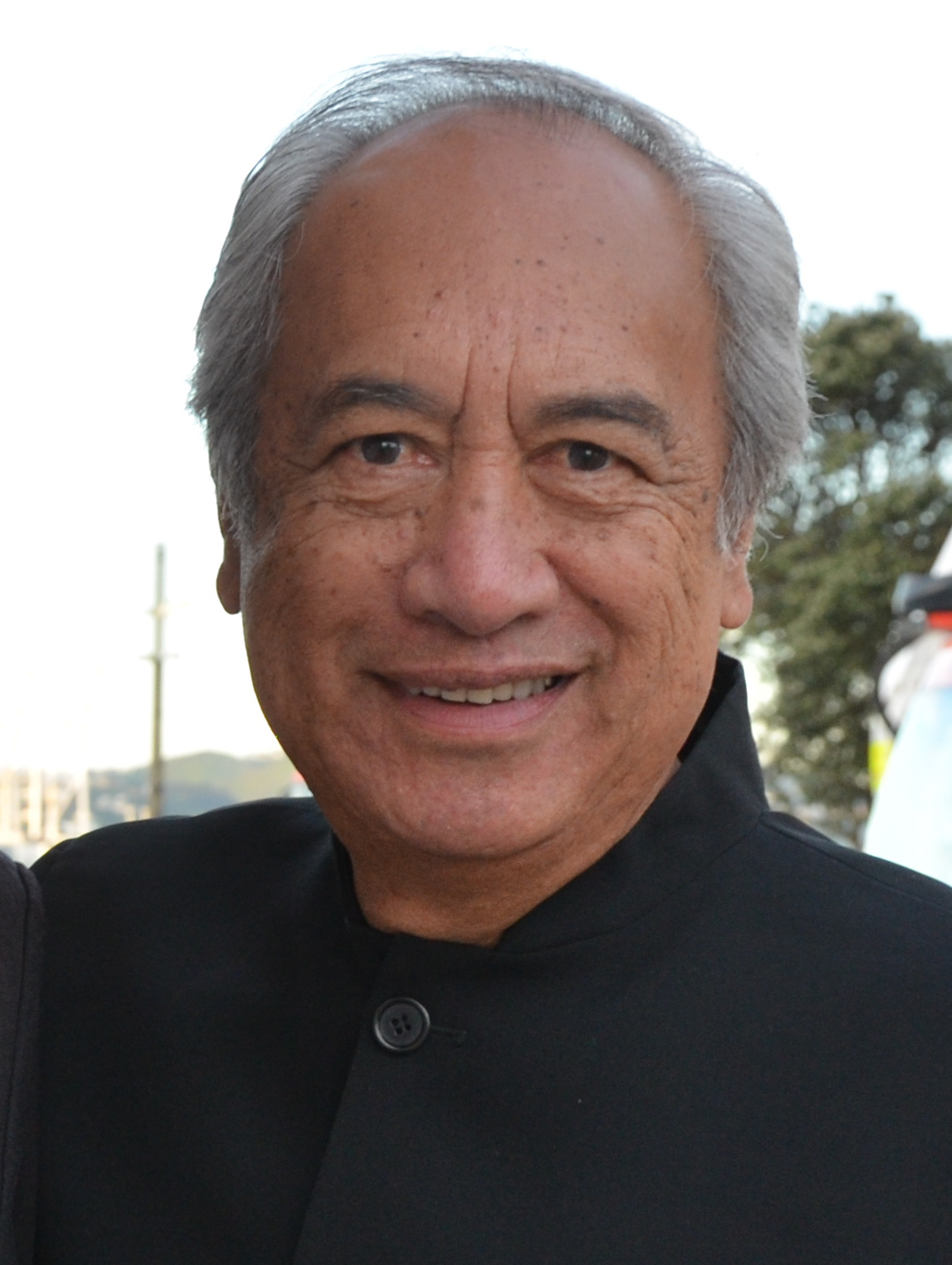
ويتي إهيميرا في العرض الأول لمسرحية «كل أبنائي» في مسرح سيركا، ويلينجتون، 11 نوفمبر 2015.

بعد الحرب العالمية الثانية، بدأ شعب الماوري في الانتقال إلى المناطق الحضرية وكان لديهم المزيد من الفرص التعليمية المتاحة، مما أدى إلى ظهور الكتابة الماورية باللغة الإنجليزية. في عام 1964 نشر هون توهير، أول شاعر ماوري تميّز في الشعر الإنجليزي، كتابه الأول No Ordinary Sun، وفي عام 1966 أصبحت جاكلين شتورم أول كاتبة ماورية تظهر في مختارات رئيسية من القصص القصيرة لنيوزيلندا. نُشر مؤلفون مثل شتورم وآرابرا بلانك، وراولي حبيب وباتريشيا غريس لأول مرة في Te Ao Hou وأصبحوا معروفين واسعًا. . كان ويتي إهيميرا أول كاتب ماوري ينشر مجموعة من القصص القصيرة في عام 1972 وأول من نشر رواية في عام 1973. حولت روايته المتسابق الحوت (1987) إلى فيلم ناجح دوليًا في عام 2002. جمعت المختارات البارزة في عالم الضوء (1982) التي حررها إهيميرا ودون لونغ، آثار 39 كاتبًا ماوريًا. لاحظ المحررون أن الناشرين في منتصف القرن العشرين كانوا مترددين في نشر كتب للكتاب الماوريين بسبب الاعتقاد بأن الماوري «لا يقرؤون الكتب». كانت غريس أول كاتبة ماورية تنشر مجموعة قصص قصيرة في عام 1975، ومنذ ذلك الحين حصلت على جوائز دولية وأشاد بكتبها للكبار والأطفال. كان كيري هولم وألان داف أشهر كتّاب الماوريين الذين اتبعوا غريس وإهيميرا. اشتهر داف بفيلمه الشهير ذات مرة كانوا المحاربون (1990)، والذي أصبح فيلمًا ناجحًا في عام 1994 ولم تنفد طبعته مطلقًا.
من بين الكتاب البارزين في باسيفيكا (جزر المحيط الهادئ) الذين تربطهم صلات بنيوزيلندا، هم: ألبرت ويندت، وأليستير كامبل، وكارلو ميلا، وجون بولي، ولاني ويندت يونغ، وكورتني سينا مريديث، وأوسكار كايتلي وسيلينا توسيتالا مارش. اشتهر ويندت بـأبناء العودة للوطن (1973)، الذي يصف تجارب شاب ساموي في نيوزيلندا، وقد شكلت رواياته اللاحقة ومجموعات القصص القصيرة أسس أدب باسيفيكا باللغة الإنجليزية.

### أدب قصصي

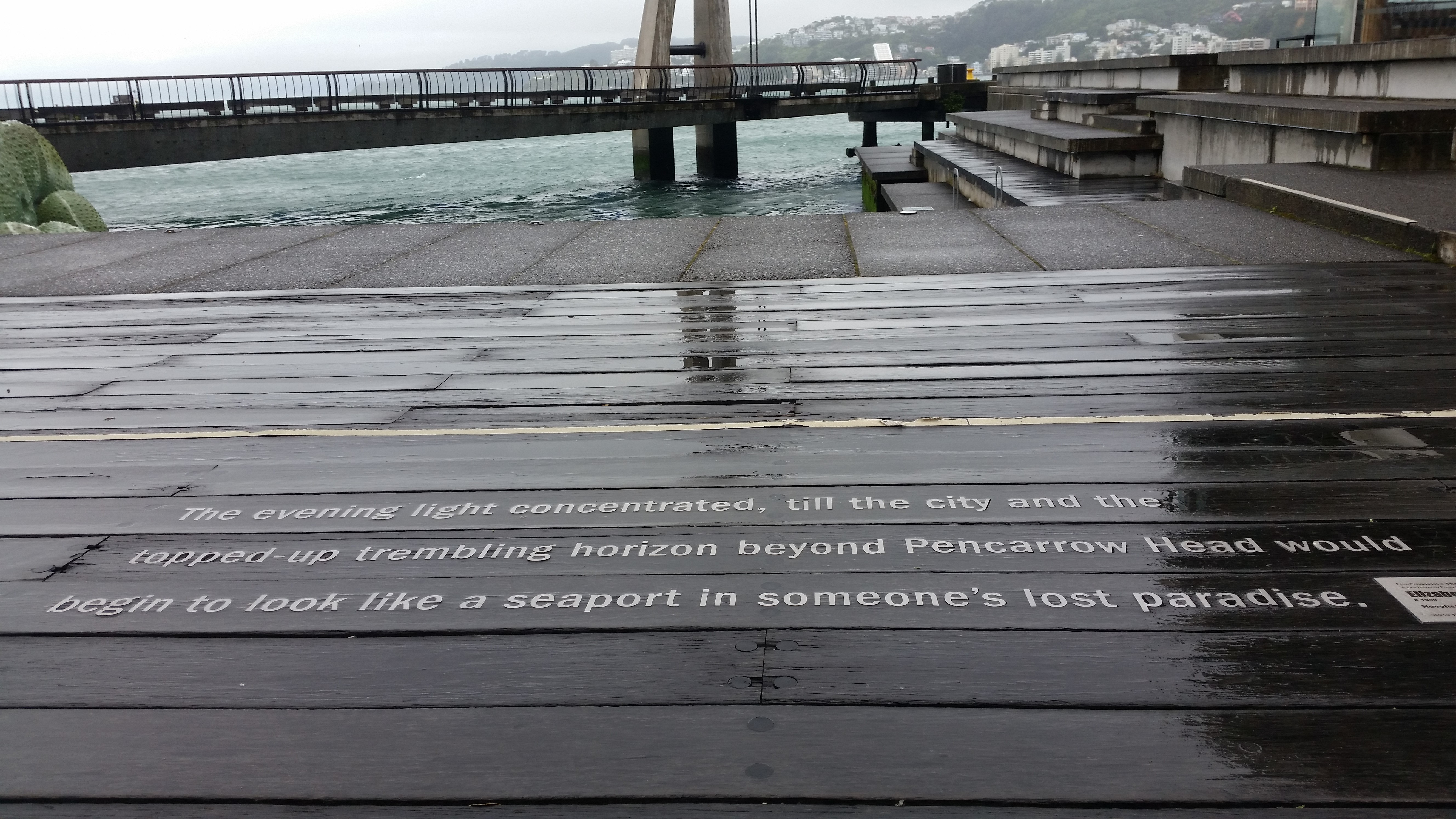
كلمات من الكاتبة النيوزيلندية إليزابيث نوكس تحولت إلى الفن العام في ويلينغتون.

من بين الكتاب البارزين في فترة ما بعد الحرب العالمية الثانية، هم: جانيت فريم وأوين مارشال ورونالد هيو موريسون وبيل بيرسون وسيلفيا أشتون وارنر وإيسي سمرز. في الستينيات من القرن العشرين، اشتهر الروائيان الشابان موريس شادبولت وموريس جي برواياتهما التقليدية الواقعية اجتماعيًا التي تصور السياسة والتاريخ النيوزيلندي. لا تزال ثلاثية «راسيا» لموريس جي تُقرأ واسعًا، وفي عام 2018 انتخبت الرواية الأولى من المجموعة من قبل خبراء الأدب لتكون أفضل رواية نيوزيلندية في الخمسين عامًا الماضية. كانت الحركة النسوية في السبعينيات والثمانينيات هي السياق للعديد من الكاتبات اللواتي ظهرن في تلك الفترة، بما في ذلك فيونا كيدمان ومارلين داكورث، باربرا أندرسون، اللواتي كتبن أعمالًا تستكشف وتتحدى أدوار الجنسين.
نشأ الأدب القصصي النيوزيلندي بشكل كبير منذ منتصف السبعينيات القرن العشرين، بسبب تزايد عدد القراء محليًا ودوليًا، ودورات الكتابة الإبداعية مثل المعهد الدولي للآداب الحديثة في جامعة فيكتوريا في ويلينجتون، والدعم المالي من خلال الجوائز الأدبية والمنح الدراسية. من بين الكتاب النيوزيلنديين الناجحين دوليًا، هم: إليزابيث نوكس المعروفة بقصصها الخيالية المتنوعة، وإميلي بيركنز، وداميان ويلكينز، ونايجل كوكس، وبول كليف. اكتسبت كيري هولم شهرة عندما فازت روايتها «شعب العظام» بجائزة بوكر عام 1985، فكانت أول نيوزيلندية وأول روائية تفوز بالجائزة المرموقة. وقيّد الكاتب لويد جونز في القائمة المختصرة لروايته لعام 2007 مستر بيب. . في عام 2013، أصبحت إليانور كاتون ثاني فائزة نيوزيلندية (وكذلك أصغر فائزة) بالجائزة عن روايتها النجوم. .

### أدب غير قصصي
نيوزيلندا لديها تراث أدب غير قصصي بارز، فالتاريخ الطبيعي، والاستعمار، وعلاقات الماوري/ باكيها، وأدب الأطفال والهوية تشكل مواضيع متكررة. تتضمن الأعمال الهامة للسيرة الذاتية لكُتَّاب نيوزيلندا، منها: ثلاثية لفرانك سارجيسون في السبعينيات (مرة واحدة كافية، أكثر من كافية ولا تكفي أبدًا!)، وجانيت فريم في الثمانينيات (إلى الأرض ، ملاك على مائدتي والمبعوث من مدينة المرآة)، وسلسلة سي. كي. ستيد المكونة من جزأين جنوب غرب عدن (2010) وأنت لديك الكثير لتخسره (2020). الكثير من الأعمال الواقعية المهمة في نيوزيلندا هي تاريخية بطبيعتها. اشتهر جيمس بيليش بكتاباته عن حروب نيوزيلندا. تشتهر جوديث بيني بسيرتها الذاتية كتبها سنة 1995؛ وتاريخها المحلية (2009). بدأ المؤرخ مايكل كينغ مسيرته المهنية في كتابة السير الذاتية لأشخاص بارزين من الماور ، بما في ذلك السير الذاتية لـ تي بويا هورانجي (1977) ووينا كوبر (1983). في منتصف الثمانينيات ، وإدراكًا لأهمية السماح لأصوات الماوري بالتحدث، لقد كتب عما يعنيه أن يكون المرء من غير الماوريين النيوزيلنديي ، ونشر السير الذاتية لفرانك سارجيسون (1995) وجانيت فريم (2000). كان كتابه Penguin History of New Zealand هو الكتاب الأكثر شهرة في نيوزيلندا لعام 2004، وسميت من قبل نيوزيلاند هيرالد في عام 2009 كأفضل كتاب في العقد السابق. روز لو هي من الكتاب النيوزيلنديين الآسيويين الناشئين وقد نشرت سلسلة من المقالات حول النشأة في نيوزيلندا بعنوان كل من يعيش على الجزر، والتي حصلت على جائزة الإبداع القصصي لعام 2019 من المعهد الدولي للآداب الحديثة بجامعة جامعة فيكتورياريال ويلينغتون).

### أدب الأطفال والشباب
نشرت كل من مارجريت ماهي وجوي كاولي أول كتب أطفالهما في عام 1969. أصبحت كلتا الكاتبتين غزير الإنتاج ومحبوبتين، وقدمتا مساهمة كبيرة في أدب الأطفال النيوزيلندي. فازت ماهي بميدالية كارنيجي مرتين في الثمانينيات وفي عام 2001 فازت بجائزة هانس كريستيان أندرسن وهي جائزة أدب الأطفال الأكثر شهرة في العالم. كاولي معروفة عالميًا بكتب التعليمية للأطفال لتعلم القراءة، بالإضافة إلى كتبها المصورة وروايات الأطفال وروايات الشباب. من بين المؤلفين المشهورين الآخرين للأطفال الصغار، هم: لينلي دود، وباتريشيا جريس، وكاترينا ماتايرا، وغافين بيشوب.
نيوزيلندا لديها تراث غني من الأدب القصصي والواقعي الاجتماعي في روايات الأطفال والشباب. اشتهر موريس جي بكتب الخيال العلمي والفانتازي ، ولا سيما تحت الجبل (1979). من بين الكتاب الخياليين المشهورين دوليًا للأطفال والشباب، هم: شيريل جوردان وجايلين جوردون وإليزابيث نوكس وباربرا إلزه وديفيد هير. منذ الثمانينيات، ظهر أدب الشباب في نيوزيلندا، حيث تناول مؤلفون مثل جي، وجاك لاسينبي، وباولا بوك، وكيت دي جولدي، وفلور بيلي، وديفيد هيل موضوعات جادة ومثيرة للجدل للقراء المراهقين. درس فرقة أليكس الرباعية (1987-1992) التي كتبها تيسا دودر قضايا التمييز الجنسي والعنصرية والصدمات الشخصية في نيوزيلندا، في الخمسينيات والستينيات من القرن العشرين. اشتهر برنارد بيكيت وماندي هاجر في العقد الأول من القرن الحادي والعشرين بأدب الكبار الواقعي والاجتماعيي.

### شعر
أصبحوا جيمس ك. باكستر، وأليستير كامبل، وفلور أدكوك، وسي. كي. ستيد، وفنسنت أوسوليفان معروفين بشعرهم في الخمسينيات والستينيات القرن العشرين مع سيطرة باكستر بشكل خاص على الشعر النيوزيلندي في الستينيات. أدكوك هو أحد اثنين النيوزيلنديين الذين حصلوا على ميدالية الملكة الذهبية المرموقة للشعر (2006)، والآخر هو ألين كورنو (الذي حصل على الجائزة في عام 1989). شهدت السبعينيات والثمانينيات تحولًا بعيدًا عن القومية النيوزيلندية وظهور شعراء شباب واثقين، غالبًا ما يتأثرون بالكتابة الأمريكية والثقافة المضادة والكتابة عن العلاقات الشخصية؛ ومن بين الشعراء إيان ويد، وبيل مانهاير، وسيلا ماكوين، وإليزابيث سميثر، وسام هانت، وموراي إدموند. يشتهر كل من ماكوين وهانت بشعرهما الأدائي. في عام 1985، قام إيان ويد وهارفي ماكوين بتحرير ونشر طبعة جديدة من كتاب The Penguin Book of New Zealand Verse، والتي تضمنت الشعر الماوري، وهو الأول من نوعه لمختارات شعرية في نيوزيلندا. منذ ذلك الحين، أصبح الشعر النيوزيلندي أكثر تنوعًا حسب الموضوع. يتعيّن مكتبة نيوزيلندا الوطنية شاعرًا نيوزيلنديًا كل عامين. شاعرة باسيفيكا، سيلينا توسيتالا مارش هي الحائزة على جائزة شاعر/ة وطني/ة من عام 2017 إلى عام 2019. . ديفيد إغلتون هو شاعر الحائز على جائزة من 2019 إلى 2021. ومن بين الشعراء المعاصرين البارزين الآخرين: روبرت سوليفان، وهيرا ليندسي بيرد، وكارلو ميلا.

### الكتابة المسرحية
شهدت الستينيات تطورات مهمة في الكتابة المسرحية في نيوزيلندا، وافتتحت أول مسرح احترافي في البلاد، مسرح داونستيدج ، في ويلينغتون عام 1964. تأسست بلي ماركت أيضًا في عام 1973 لتمثيل وتسويق الكتاب المسرحيين النيوزيلنديين وآثارهم. يعتبر بروس ماسون أول كاتب مسرحي محترف في البلاد. أثره الفردي نهاية الطقس الذهبي (1962) قدمت واسعًا في جميع أنحاء نيوزيلندا، وتطرق موضوعات الماوري وتفكك هوية الماوري في شجرة بوهوتكاوا (1960) وآواتي (1969). ] كتب ميرفين طومسون مسرحيات مع سيرته الذاتية وعناصر سياسية مثل يا اعتدال! (1974). في عام 1976، غادرت مجموعة من ممثلي داون استيج لتأسيس مسرح سيركا، وأنتجوا Glide Time لروجر هال كأحد إنتاجاتهم الأولى. فأصبح هال هو الكاتب المسرحي الأكثر نجاحًا تجاريًا في نيوزيلندا، وأصبح Glide Time رمزًا لنيوزيلندا وتحول إلى مسلسل هزلي تلفزيوني. كما حقق فيلم Foreskin's Lament لجريج ماكجي (1981)، الذي يتحدث عن ثقافة الرغبي في بلدة صغيرة في نيوزيلندا، مكانة بارزة.
تطورت الدراما كبيرًا في الثمانينيات والتسعينيات من القرن العشرين مع الكتاب المسرحيين الجدد الذين حققوا النجاح، منهم: رينيه وستيوارت هوار وهون كوكا وبريار جريس سميث. لا تزال مسرحية جان بيتس النسوية أوفيليا ثينكس هاردر (1993) تُقدم واسعًا في نيوزيلندا وخارجها اعتبارًا من عام 2014، وقد تكون أكثر مسرحية نيوزيلندا أداءً على نطاق واسع. طورت مجموعة باسيفيك أندرغراند المسرحية الرائدة فريش أوف ذا بوت (1993)، التي كتبها أوسكار كايتلي وسيمون سمول. نيوزيلندا لديها أيضًا تراث من المسرح المستقل مع الشركات التي تبتكر مسرحيات أصلية وأعمالًا جماعية، بما في ذلك مجموعة مسرح رد مول (عقد 1970 - 2002).

## جوائز أدبية
في أوائل القرن العشرين، استضافت الصحف والمجلات مسابقات أدبية في نيوزيلندا واستضافت كليات الجامعة بعض الجوائز الأدبية مثل جائزة ماكميلان براون. في الأربعينيات من القرن العشرين، بدأ الصندوق الأدبي النيوزيلندي الذي تديره الحكومة في تقديم جوائز أدبية برعاية الدولة في مجموعة واسعة من الأنواع الأدبية. كانت أول جائزة أدبية خاصة هي جائزة كاثرين مانسفيلد التذكارية التي تُنظم كل سنتين، وهي مسابقة للقصة القصيرة نظمتها جمعية الكاتبات النيوزيلنديات وبتمويل من بنك نيوزيلندا،  والتي أصبحت متاحة في عام 1959، واستمرت حتى عام 2015. .
اعتبارًا من عام 2021، تقدم سنويًا جائزة كتاب نيوزيلندي اوكهام، خمس جوائز رئيسية: خيالي، وقصصي عام، وقصص مصورة، وشعر، وجائزة تي موراو للكتب المكتوبة بلغة الماورية. تغيرت أسماء هذه الجوائز السنوية عدة مرات بسبب اختلاف الرعاة على مر السنين. . كما يقدم جوائز الكتاب النيوزيلندية للأطفال والشباب سنويًا للاعتراف بالتميز في الأدب للأطفال والشباب. بدأت هذه الجوائز في عام 1982 وكان لها العديد من التغييرات في الأسماء.
يتوفر عدد من الزمالات الأدبية في نيوزيلندا. تمنح هذه الزمالات الكتاب فرصة للبقاء في مكان معين مع تمويل إقامتهم والتكاليف الأخرى. كانت الزمالة الأولى هي زمالة روبرت بيرنز، التي أسست بشكل مجهول في جامعة أوتاغو في عام 1958. الزمالة المرموقة الأخرى هي زمالة كاثرين مانسفيلد مينتون، التي تأسست من قبل صندوق ائتماني في عام 1970.
تأسست جوائز رئاسة الوزراء للإنجاز الأدبي في عام 2003 وتُمنح سنويًا للكتاب الذين قدموا مساهمة كبيرة في الأدب النيوزيلندي.

## مهرجانات أدبية
هناك عدد من المهرجانات الأدبية المنتظمة التي تقام في مواقع مختلفة في جميع أنحاء نيوزيلندا. بعضها قائم بذاته وبعضها جزء من مهرجانات فنية. تشمل المهرجانات المستقلة غوينغ وست (تأسست عام 1996) ووورد كرايستشيرش (تأسست عام 1997)، ومهرجان كتاب أوكلاند (تأسس عام 1999)، ومهرجان كتاب وقراء دنيدن (تأسس عام 2014)، ومهرجان هوكينجا للكتاب ومهرجان وانجانوي الأدبي. تعد بلدة فيذرستون الصغيرة ن 22 مدينة كتاب معترف بها في العالم وتقيم حدث فيذرستون بوكتاون سنويًا في مايو. تشمل المهرجانات الأدبية السابقة شهر الكتاب النيوزيلندي الذي استمر من 2006 إلى 2014.

## المجلات والدوريات الأدبية
تضمنت المجلات الأدبية النيوزيلندية المبكرة الثالوث (من 1893 حتى أغلقت عام 1926)، ونيوزيلندا المصورة (تأسست في أوكلاند عام 1899 وأغلقت عام 1905) والفن في نيوزيلندا (1928 - 1946). في عام 1947، بدأت مطبعة كاكستون في نشر المجلة الفصلية اليابسة، التي حررها تشارلز براش. لا يزال يُنشر اليوم مرتين في السنة.